# Sovranus ac Venerabilis Ordo Torrionis

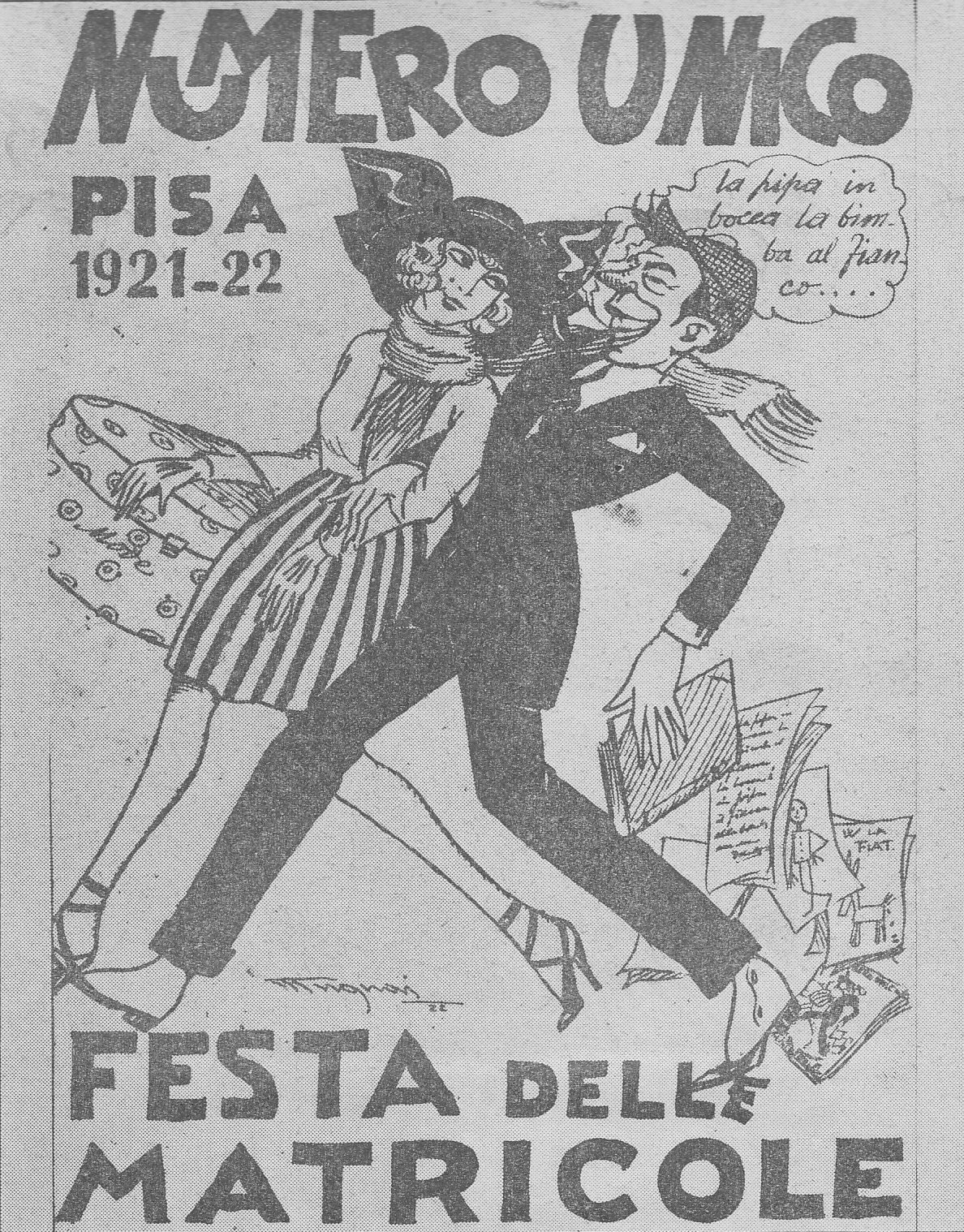
Copertina di una rivista di goliardia dell'Università di Pisa

Il Sovranus ac Venerabilis Ordo Torrionis (detto anche SaVOT o più semplicemente Torrione) è l'ordine goliardico sovrano dell'Università di Pisa.

## Origini della goliardia pisana
La Goliardia pisana può vantare il più antico episodio goliardico italiano documentato, descritto da Ersilio Michel in “Maestri e scolari dell'Università di Pisa nel Risorgimento nazionale” (Sansoni, Firenze, 1949) e relativo all'anno 1820: “In Pisa li Scolari clamorosi, e amanti del disordine composero una Satira contro quei compagni loro, che sdegnando di seguirli nelle sregolatezze cercavano di vivere modestamente [...]. Era questa Satira in Sestine [...]. L'Autore figurava, che questi Scolari divisi dal resto dei sussuratori si adunassero in Casa di uno di loro, per formare una specie di Governo Monarchico fra questo ceto; da essi caratterizzato col soprannome di Beccaccini, perché amanti di portare al collo de' fazzoletti sopraffini colle becche del solino pinzute, e fuori della Corvetta, perché ricusavano mostrarsi al pubblico in Cacciatora verde, che è il distintivo Carbonico [...]. Fanno poi che [il Re dia] delle Cariche di Corte, e istituisca un Ordine Cavalleresco detto dei Somari, satarizzando per nome tutti coloro a cui si distribuiscono l'impieghi. Un certo Ricci Studente Livornese in pubblico Caffè dell'Ussero salì sopra un tavolino, e lesse questa Satira. Il giorno dopo ebbe due ore di tempo a partire. ”

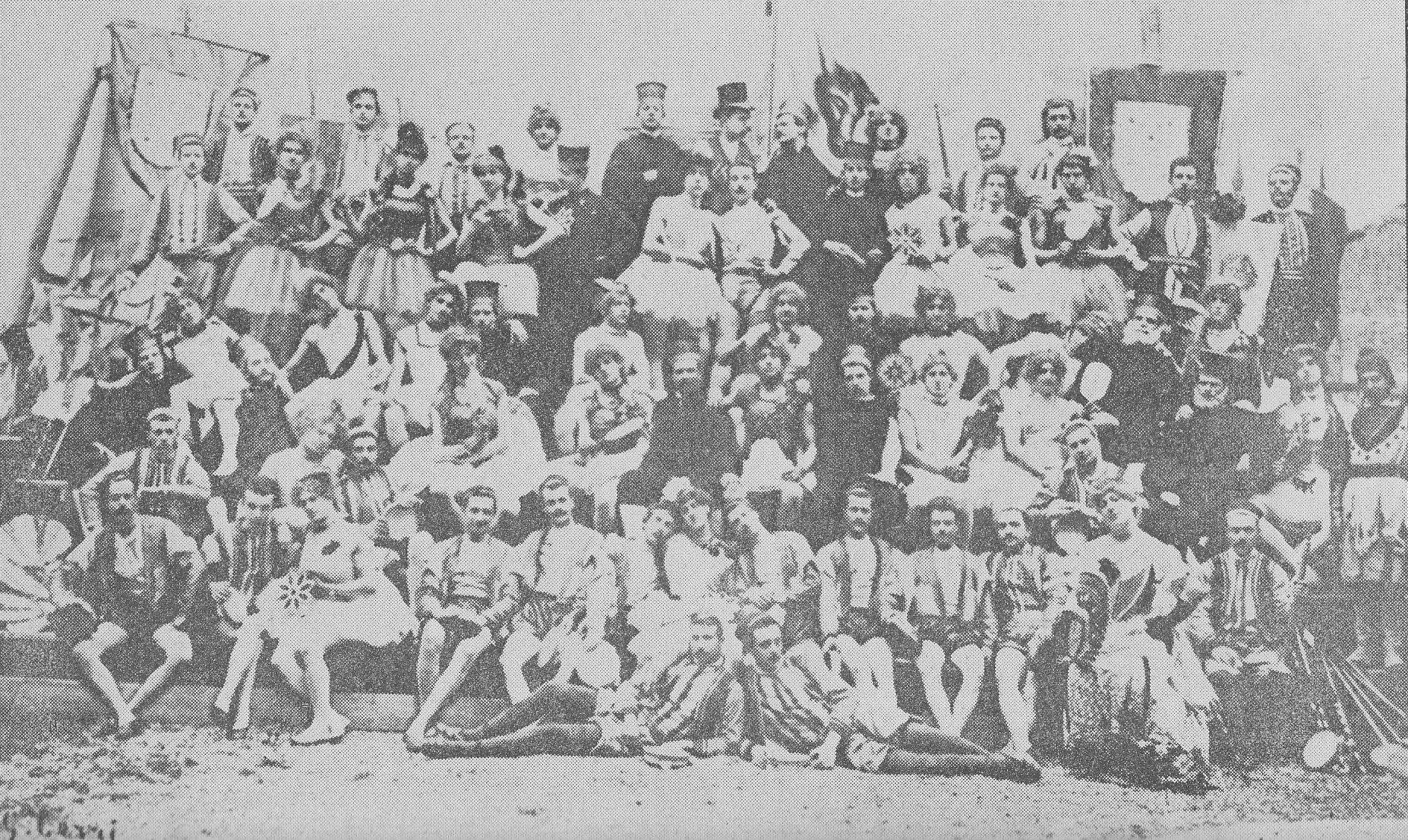
Rimpatriata di ex studenti a 40 anni dalla prima di Krotokron

Nel 1889 cominciò la tradizione, destinata a durare più di 80 anni, di organizzare spettacoli goliardici nei teatri cittadini e toscani in occasione delle festissime delle matricole. Molti degli spettacoli rimasero nella memoria collettiva dei pisani, a partire dal capostipite Krotokron (1889), passando per i vari Vedova allegra (1911, Addio giovinezza 1918, La duchessa del Bar Tabarin (1921), Acqua cheta (1922), fino alla notissima Francesca da Rimini (1926), replica di uno spettacolo goliardico di fine Ottocento e, a sua volta, replicata centinaia di volte nei decenni successivi, non solo in occasione delle feste delle matricole. L'edizione del 1931, intitolata Rompicollo, venne messa in scena al Teatro Verdi di Pisa e vide la partecipazione straordinaria, accanto agli studenti, di attori e cantanti di teatro.
Nel 1927 gli studenti pisani ebbero il merito di aver dato vita alla prima rievocazione storica del Gioco del Ponte dopo quasi un secolo di "oblio", organizzando una elaborata sfilata dopo aver studiato accuratamente i costumi del tempo: per l'occasione alcuni giovani si travestirono addirittura da saraceni e sfilarono per la città in sella a dromedari presi in prestito dalla vicina Tenuta di San Rossore.

## Gerarchia e insegne
Il SaVOT ha a capo il Magnus Torrio, o, in italiano Gran Torrione, guida goliardica per tutti gli studenti pisani.
È presente anche un vice-regnante, dal titolo di Principe Reggente. Altra carica di rilievo è il Duca della Torre.
Ci sono anche diversi ministri, responsabili di diversi aspetti gestionali dell'Ordine. Altre cariche sono il Senato, composto dai precedenti Torrioni ed eventualmente passati Ministri e Principi; i Priori dell'ordine, corrispondenti ai capi delle Balle, cioè i sottogruppi goliardici in cui è suddivisa la Goliardia pisana; e cariche honoris causa per goliardi appartenenti ad Atenei diversi o persone considerate meritevoli.  Allo stato attuale, e a differenza delle proprie origini, l'ordine non è matricolare, non ha cioè un popolo composto da matricole o comunque goliardi nuovi o inesperti; tale ruolo spetta alle Balle, mentre il SaVOT è un Ordine superiore che autorizza, coordina ed amalgama l'intera attività goliardica in Pisa e territori limitrofi. È dalle Balle che il SaVOT seleziona i propri membri.
La forma istituzionale è una monarchia assoluta "a tempo", in quanto non esiste parlamento, e il Senato non può esprimere maggioranze e/o fiducie; è però fondamentale per un Torrione l'appoggio del suddetto, onde evitare manovre politiche e "fronde"; va inoltre ricordato che il Senato è custode dello statuto torrionale. I Torrioni si succedono per abdicazione, il prescelto viene deciso dal Torrione imperante, unica necessità è che il futuro Magnus Torrio sia appartenente all'ateneo pisano e abbia il sostegno del popolo goliardico.
Il SaVOT segue una datazione storica: la battaglia di Curtatone e Montanara dall'appassionata partecipazione dei 389 goliardi pisani alla prima guerra d’Indipendenza italiana (29 maggio 1848): partirono il 22 marzo 1848 dal cortile della Sapienza di Pisa con i loro professori, avendo trovato nell'ambiente intellettuale cittadino le sollecitazioni culturali necessarie alla realizzazione dell'idea di una nuova nazione: l'Italia.